# 卜平大桥
卜平大桥（羅馬化：Pupinov most）是塞尔维亚首都贝尔格莱德的一座跨过多瑙河的公路桥，连接了泽蒙和博尔察。此桥在建设时的名称为“泽蒙-博尔察大桥”，为纪念科学家米海洛·卜平改为现名。在2014年12月18日此桥通车时，到访的中华人民共和国总理李克强参加了通车仪式。